# HD 156411
HD 156411は、地球からさいだん座の方向に約190光年離れた位置にある7等級の恒星である。

## 概要
HD 156411は太陽の1.2倍の質量と、2.2倍の半径を持つ。表面温度も太陽より高く、スペクトル分類はG型主系列星もしくはF型星とされている。
2009年にドップラー分光法（視線速度法）による観測で、HD 156411を公転する太陽系外惑星HD 156411 bが発見された。HD 156411 bは約2.3年の公転周期で軌道を公転しており、下限質量は木星の約4分の3とされている。
| 名称 （恒星に近い順） | 質量                | 軌道長半径 （天文単位） | 公転周期 (日) | 軌道離心率  | 軌道傾斜角 | 半径 |
| --------------------- | ------------------- | ----------------------- | ------------- | ----------- | ---------- | ---- |
| b (Sumajmajta)        | ≥0.74+0.05 −0.04 MJ | 1.88+0.03 −0.04         | 842.2 ± 14.5  | 0.22 ± 0.08 | —          | —    |

## 名称
2019年、世界中の全ての国または地域に1つの系外惑星系を命名する機会を提供する「IAU100 Name ExoWorldsプロジェクト」において、HD 156411系はペルー共和国に割り当てられる惑星系となった。このプロジェクトは、「国際天文学連合100周年事業」の一環として計画されたイベントの1つで、ペルー国内での選考、国際天文学連合 (IAU) への提案を経て太陽系外惑星とその主星に固有名が承認されるものであった。2019年12月17日、IAUから最終結果が公表され、HD 156411はInquill、HD 156411 bはSumajMajtaと命名された。これらはペルーを代表する作家アブラーム・バルデロマール（1888年-1919年）の悲劇的な恋愛物語 El camino hacia el Sol に登場する男女の名前にちなんで名付けられた。